# Suzi Barbosa
Suzi Barbosa là một chính trị gia người Guinea-Bissau, thành viên của quốc hội và điều phối viên của Ủy ban Phụ nữ Nghị viện Guinea-Bissau.

## Nghề nghiệp
Suzi Barbosa là một người ủng hộ sự tham gia của phụ nữ trong các vấn đề chính trị quốc gia của Guinea-Bissau. Bà là một phần của phong trào nữ quyền ở Guinea-Bissau trong số những phụ nữ từ Vùng Bafatá   người đã tránh bỏ phiếu trong các cuộc bầu cử nếu phụ nữ không có mặt trong danh sách thí sinh. Bà chỉ ra rằng "Guinea-Bissau có dân số chủ yếu là phụ nữ và rất buồn khi thấy họ không có cơ hội như nam giới, đặc biệt là ở các vị trí ra quyết định, nếu họ sống trong hoàn cảnh mà  đất nước của họ ổn định sẽ là khác nhau.
Bà là đại biểu tại hội nghị đầu tiên của Hội Phụ nữ Quốc hội tại Thành phố Quebec năm 2017, gồm các chính trị gia từ các nước nói tiếng Pháp, tập hợp để xây dựng năng lực cho các nhà lãnh đạo thế giới nữ.
Tính đến năm 2016, bà là Ngoại trưởng Hợp tác và Cộng đồng Quốc tế tại Guinea-Bissau.